# خورخي سيباستيان هيلاند
خورخي سيباستيان هيلاند (بالإسبانية: Sebastián Heiland)‏ مواليد 5 فبراير 1987 في كيبوليتي، ريو نيغرو، الأرجنتين، هو ملاكم محترف أرجنتيني يصنف ضمن فئة الوزن المتوسط.

## المسيرة الاحترافية
من نزالاته:
- انتصر على ماثيو ماكلين بالضربة القاضية (2014).
- خسر أمام سيباستيان زبيك (2010).

## إحصائيات
خاض خلال مسيرته 34 نزالا، فاز في 28 وتعادل في 2 وخسر في 4. فاز بالضربة القاضية في 15 نزالا.

## روابط خارجية
- خورخي سيباستيان هيلاند على موقع بوكس ريك (الإنجليزية) (registration required)